# Panzerzug Kraiina ekspres
Der Panzerzug Kraiina ekspres war ein Panzerzug der Serbischen Armee der Krajina aus der Zeit des Kroatienkrieges von 1991.

## Geschichte
Im Juli 1991 wurde auf Initiative von Eisenbahnarbeitern aus Knin, mit Unterstützung von Dragan Vasiljković, ein Panzerzug gebaut. Damit wollten diese Arbeiter einen Beitrag zur Verteidigung der serbischen autonomen Region Kraiina leisten. Während eines mehrwöchigen Aufenthaltes in Lika 1991, erhielt der Panzerzug den Namen Kraiina ekspres. Dieser war eine Anspielung auf die autonome Region Kariina und die schnelle Verlegung des Panzerzuges zu verschiedenen Orten.

## Technische Daten

### Lokomotive

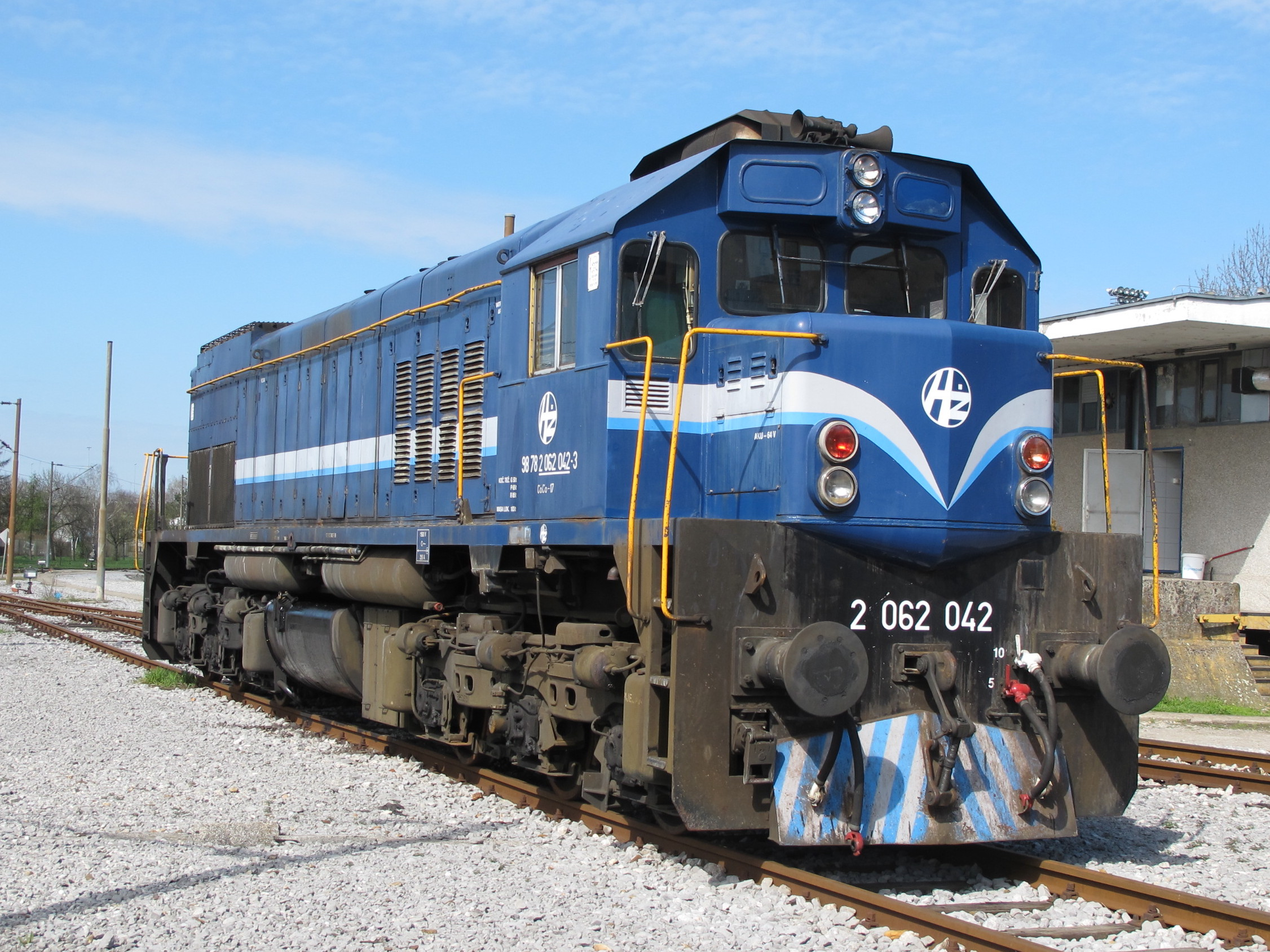
Diesellokomotive HŽ 2062 042

Die Lokomotive war eine Diesellokomotive der Baureihe JŽ-Baureihe 664 General Motors und hatte die Seriennummer JŽ 664-013. Sie wurde durch 25 mm dicke Panzerplatten und Sandsäcken an den Seiten sowie vorne und hinten gepanzert. Auf der Front der Lokomotive befand sich zwei Mal die Kriegsflagge und in der Mitte der Doppelköpfige Adler der Republik Serbische Krajina. Als Tarnung erhielt die Diesellokomotive, wie auch die Wagen, einen Anstrich aus verschiedenen Grüntönen. Nach dem Krieg und der Entfernung der Panzerzug erhielt sie die Bezeichnung HŽ 2062 055.
Zur Nahverteidigung verfügte die Diesellokomotive über zwei 7,62-mm-Maschinengewehre Zastava M84.

### Artilleriewagen
Auf den Flakwagen wurden, neben den Flakgeschützen, je eine Panzerabwehrrakete vom Typ 9K11 Maljutka eingebaut.
Im Jahr 1992 erhielt der Panzerzug einen Artilleriewagen, welcher zum einen mit zwei Flakgeschützen ausgerüstet war, zum anderen auch über eine kleine Plattform für einen 12-cm-Mörser verfügte. Die 2-cm-Flak 38 wurde im selben Zeitraum durch eine leistungsstärkere sowjetische 76-mm-Divisionskanone M1942 (SiS-3) ausgetauscht.
Bereits ein Jahr später, im Sommer 1993, wurde die veraltete M1942 durch einen Panzerjäger vom Typ M18 Hellcat ausgetauscht. Dieser wurde in den 1950er Jahren aus den USA nach Jugoslawien geliefert und komplett im Panzerzug eingebaut. Lediglich der Geschützturm ragte noch aus der Wageneigenen Panzerung heraus.
Ebenfalls 1992 wurde ein ehemaliger Güterwagen mit zwei 12-cm-Mörsern ausgerüstet, welche jedoch nur selten zum Einsatz kamen. Die Panzerung bei allen Wagen wurde durch Sandsäcke und 25 mm dicke Stahlplatten erreicht. Die Zwischenräume zwischen Sandsäcken und Stahl wurde mithilfe von Kies und Gummiplatten aufgefüllt. Die Dächer blieben meistens offen und wurden nur mit Planen abgedeckt.

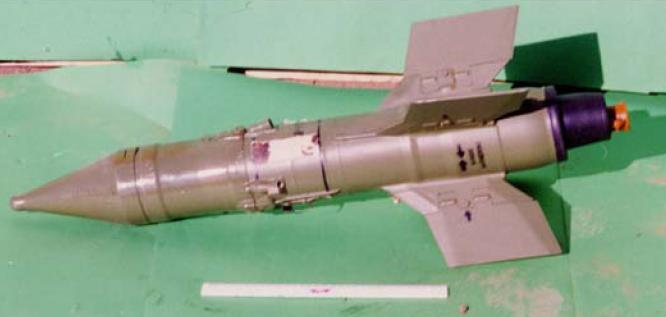
Rakete für 9K11 Maljutka
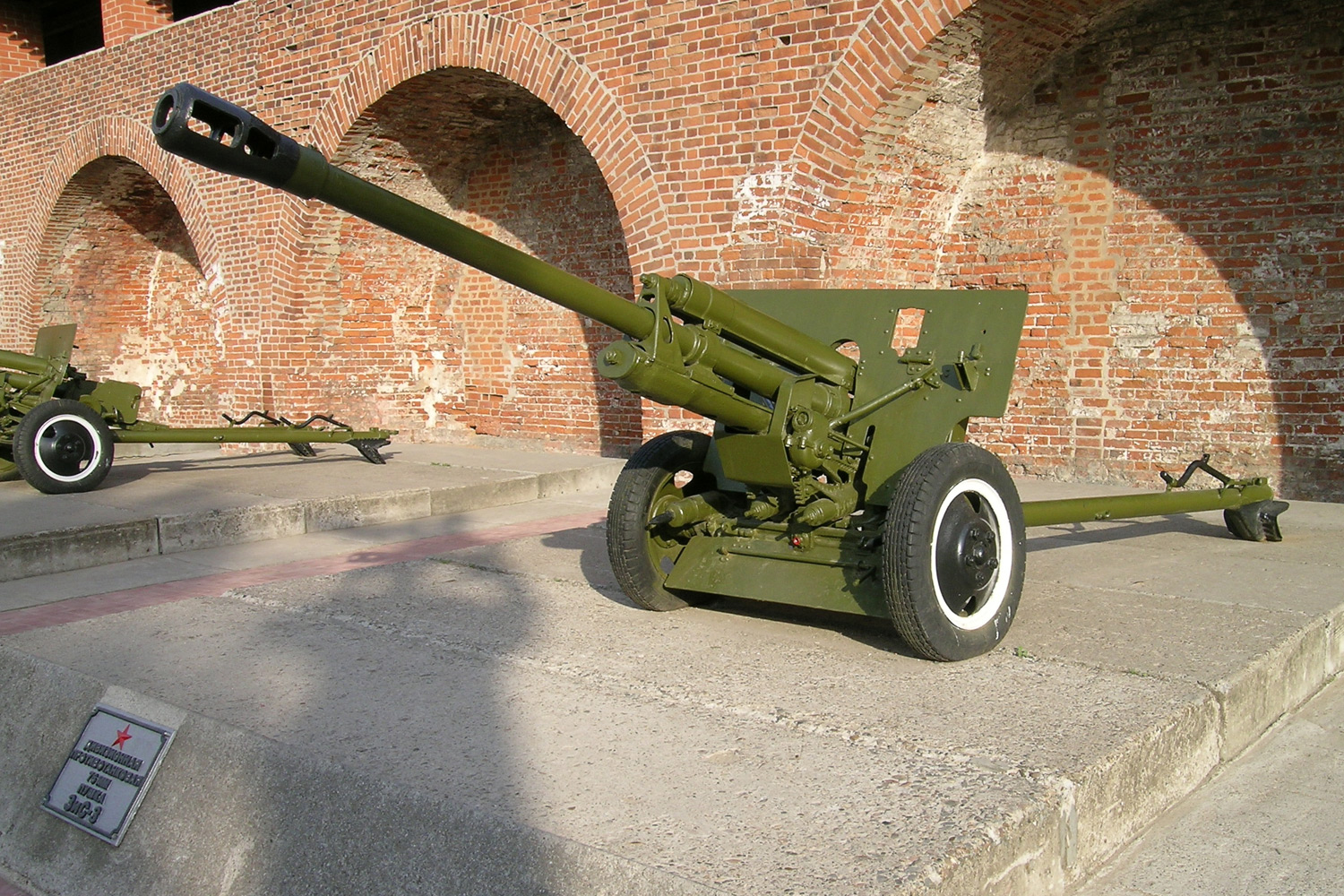
7,62-cm-Divisionskanone M1942 (SiS-3)
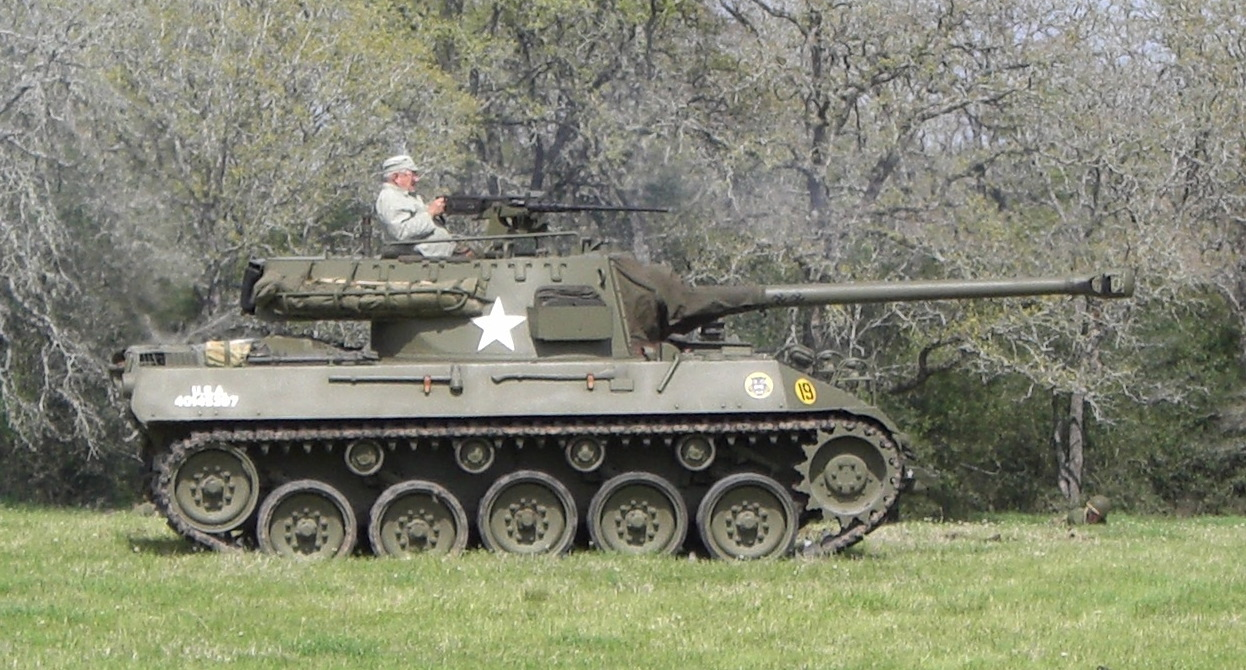
M18 Hellcat

### Flakwagen
1991 verfügte der Panzerzug Kraiina ekspres über zwei Flakwagen. Diese waren mit einer alten deutschen 2-cm-Flak 38 und einer alten 4-cm-Flak Bofors ausgerüstet. Diese Geschütze stammten aus dem Arsenal der Territorialverteidigung und waren Trophäen. Die Wagen selber waren am Beginn lediglich mit Sandsäcken geschützt. Im Laufe der ersten Kampfhandlungen musste diese jedoch mit 25 mm dicken Stahlplatten verstärkt werden.
Im Jahr 1992 erhielt der Panzerzug einen weiteren Flakwagen, welcher mit einer einläufigen und einer dreiläufigen 2-cm-Flak M55 ausgerüstet war. Der Flakwagen mit der 4-cm-Flak Bofors wurde dafür entfernt. Zusätzlich wurde ein weiterer Wagen angehangen, auf dem zwei 57-mm-Flugabwehrkanone S-60 montiert wurden.

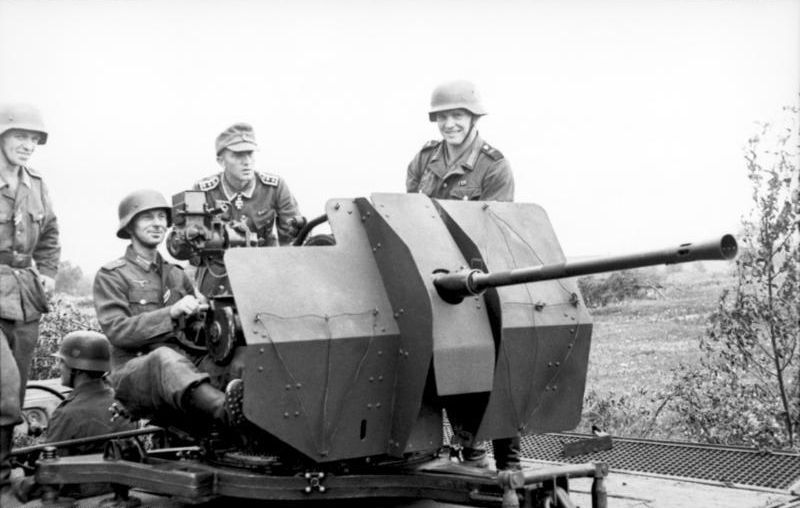
2-cm-Flak 38
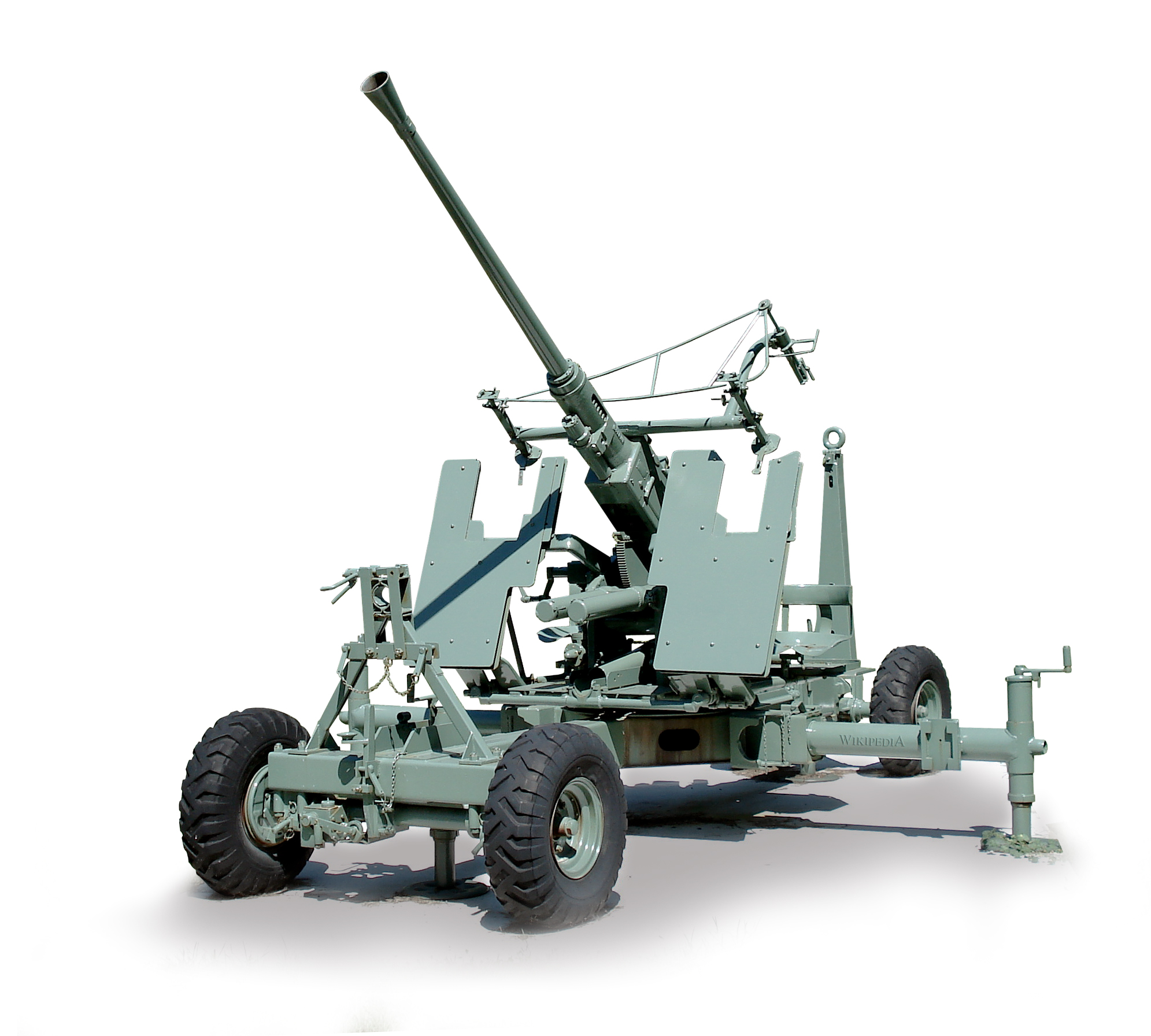
4-cm-Flak Bofors
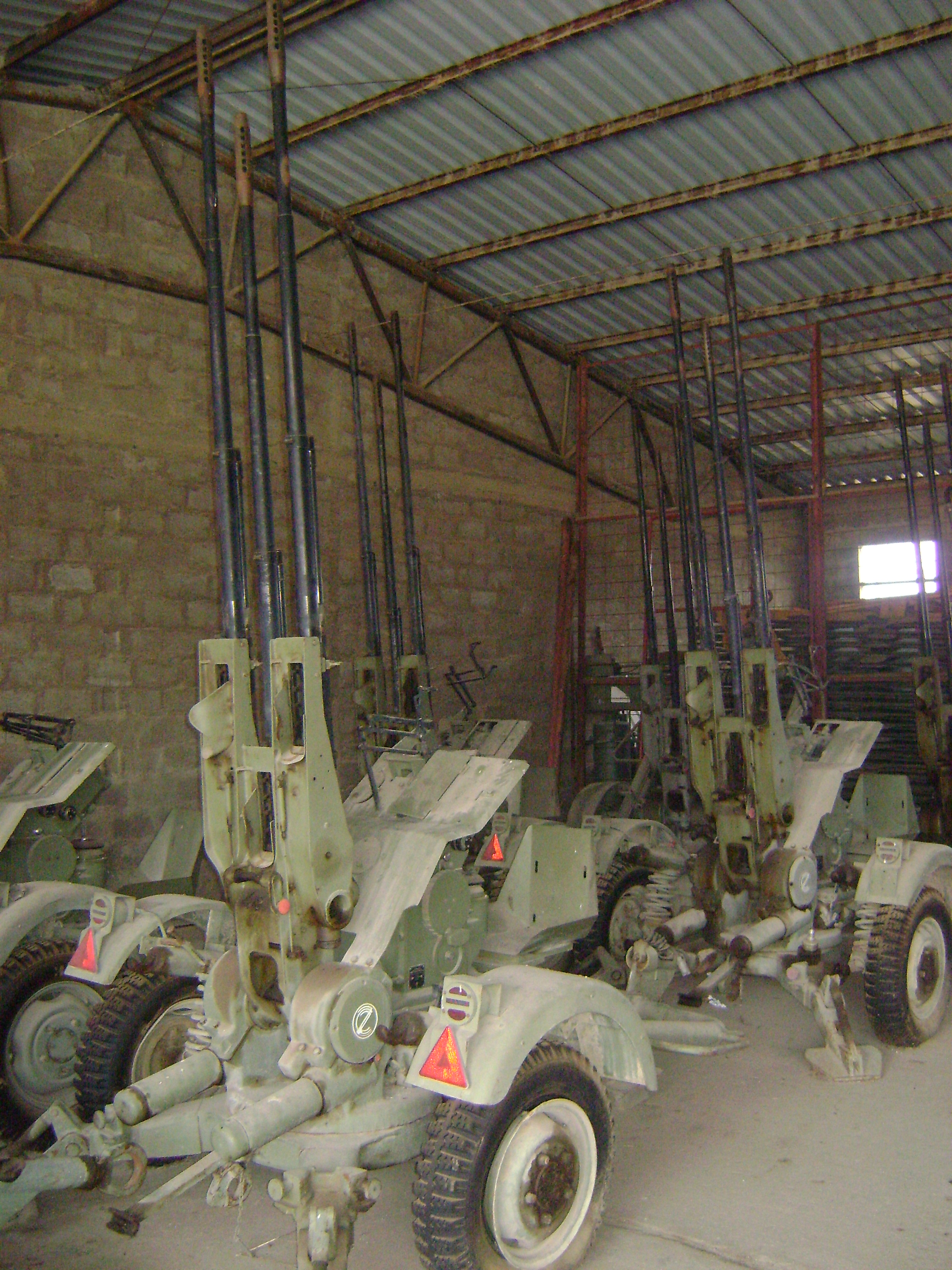
2-cm-Flak M55
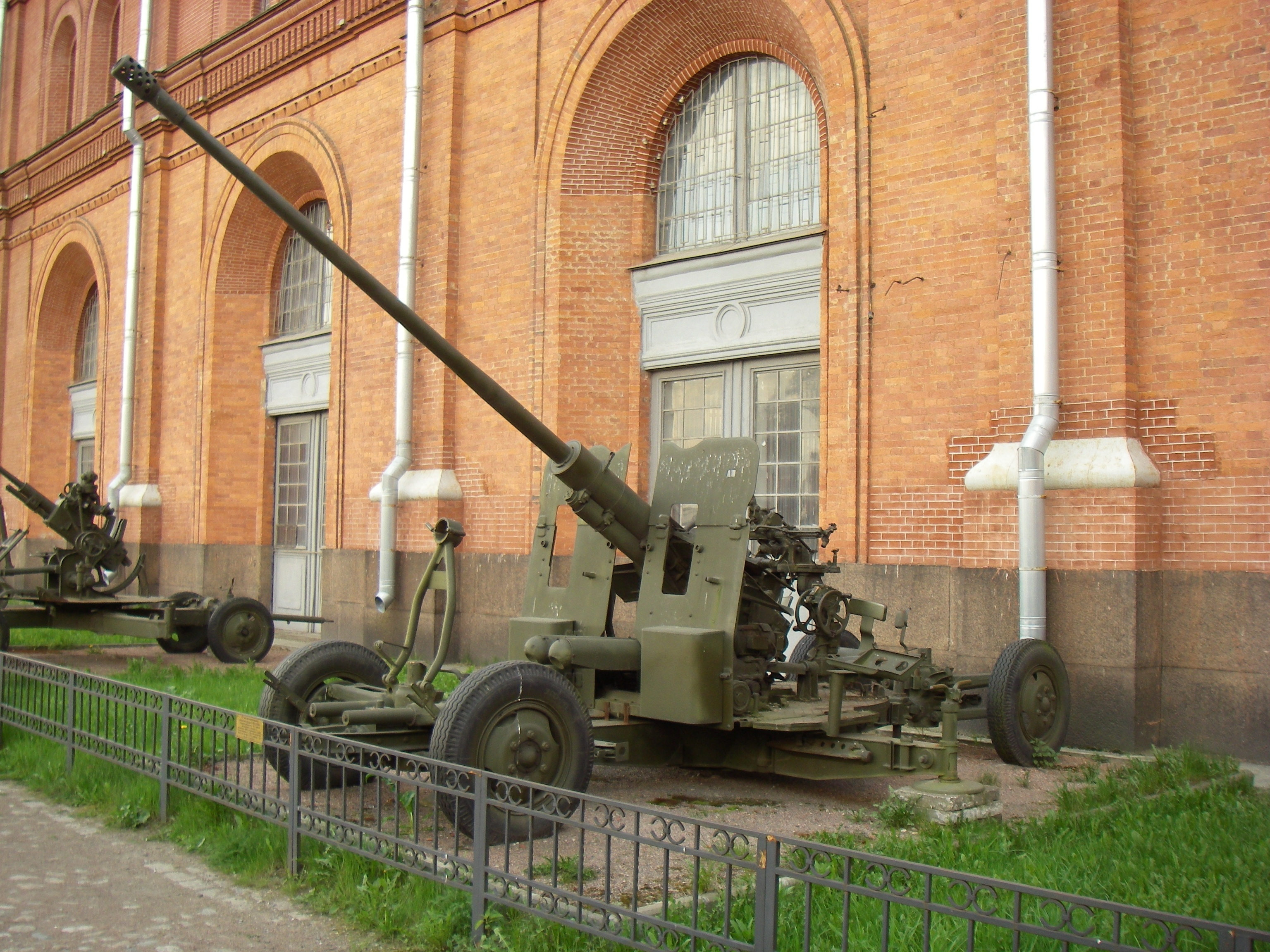
57-mm-Flugabwehrkanone S-60

### Abstoßwagen
Im Jahr 1994 wurde der Panzerzug um drei Abstoßwagen erweitert. Zwei befanden sich vorne am Zug, einer hinten. Sie dienten dazu, den Panzerzug vor Minen oder Entgleisung zu schützen und Gefahren vor den wichtigen Wagen zu beseitigen. Zusätzlich dienten sie zum Transport von Material wie Schienen, Bahnschwellen, Fahrrädern oder sonstigem Material.

## Einsatz

### 1991
Mit dem Beginn des Krieges, war der Panzerzug ein Teil der Kraiina-Miliz. Den ersten Kampfeinsatz erfuhr die Besatzung mit dem Panzerzug 1991. Dabei kam es zu Gefechten gegen die kroatische Nationalgarde in Lika-Gebiet, in der Nähe der Ortschaft Štikada. Hierbei stellte sich heraus, das die einfache Panzerung aus Sandsäcken nicht ausreichte und verbessert werden musste. So fuhr der Panzerzug nach Strmica und wurde vor Ort verbessert. Im gleichen Jahr kam es zu Gefechten in Dalmatien, nahe der Ortschaft Drniš.
Im September 1991 kehrte der Panzerzug nach Lika zurück und wurde zur Unterstützung und Sicherung eines Waffendepots in Sveti Rok eingesetzt. Dabei kam es zu einem Infanterieangriff von kroatischen Streitkräften. Die Besatzung des Panzerzug Kraiina ekspres musste sich hier mit Maschinengewehren vom Typ M42/M53 zur Wehr setzen. Durch die Panzerung der Wagen und das Feuern aus den Schießscharten, konnte der Angriff erfolgreich abgewehrt werden.
Nachdem die Sicherung des Waffendepots nicht mehr oberste Priorität war, verlegte der Panzerzug im Dezember in die Nähe von Zadar um den Militärflughafen Zemunik zu sichern.

### 1992
Anfang 1992 wurde, unter Vermittlung von UN-Vertretern, ein Waffenstillstand zwischen der jugoslawischen und kroatischen Seite unterzeichnet. Dadurch verließ die jugoslawische Armee die Kraiina. Im Frühjahr wurden Friedenstruppen der Vereinten Nationen entlang der Frontlinie in der serbischen Kraiina stationiert. Diese sollten die eingelagerten, schweren Waffen sichern. Aufgrund der Kampfpausen kehrte der Panzerzug Kraiina ekspres nach der Knin zurück und wurde gewartet. Die Besatzung selber schulte sich weiter und übte den besseren Umgang mit dem Panzerzug.
Im Sommer und Herbst 1992 nahm die Besatzung des Panzerzug Kraiina ekspres als Teil der Truppen des Ministarstvo unutrašnjih poslova Republike Srbiie (kurz: MUP, deutsch: Innenministerium der Republik Serbien) bei der Operation Korridor 92 teil. Durch die Unterstützung des Panzerzuges, gelang es den Truppen, die Verbindung zwischen der serbischen Kraiina und dem Westen der Republika Srpska mit dem Rest der serbischen Gebiete wiederherzustellen.
Ende November wurde der Panzerzug der 75. motorisierten Brigade des 7. Norddalmatinischen Korps unterstellt und erhielt hier die Nummer 7. Fortan lief er unter der Bezeichnung 7. Panzerzug, Kraiina ekspres. Der Panzerzug war nun für die Sicherung des Gebietes der Hauptstadt Knin verantwortlich.

### 1993
Am 21. Januar 1992 eroberten kroatische Truppen, im Zuge eines Überraschungsangriffs, das Gebiet um Maslenica. Hierbei warf die serbische Kraiina Armee alle verfügbaren Truppen an die Front. Die eingelagerten, schweren Waffen wurden aus den Lagerhäusern entfernt und an die Front verlegt. Zwar konnten die Truppen unter hohen Verlusten einen Teil des Territoriums zurückgewinnen, die Stadt Novigrad und die Maslenica-Brücke blieb jedoch in kroatischer Hand. Nach weiteren schweren Kämpfen wurde der Panzerzug nach Benkovac verlegt.
Ein weiterer Angriff des Panzerzug Kraiina ekspres erfolgte auf ein kroatisches Waffenlager in einem Tunnel. Dieses befand sich am Stadtrand von Zadar und wurde durch umgelenkte Raketen gesichert. Die Besatzung des Panzerzuges nutzte einen alten Flachwagen, welche sie an den Anfang des Panzerzuges ankoppelte. Diesen bestückten sie mit Sprengstoff und Panzerabwehrminen. Dann setzte sich der Panzerzug von Benkovac aus in Bewegung und erreichte volle Geschwindigkeit. Auf Höhe der Ortschaft Nadin koppelte die Besatzung den Wagen ab, vollzog eine Vollbremsung und wich zurück nach Benkovac aus. Der Wagen selber raste nahezu ungehindert in den Tunnel hinein und sprengte dadurch das Waffenlager.
Im September 1993 wurde der Panzerzug bei der Militäroperation Medak eingesetzt. Während einer weiteren Operation gelang es den Truppen unter Dragan Vasiljković, zusammen mit dem Panzerzug, ein kroatisches Bataillon der 159. Brigade zu besiegen. Nach dieser Operation wurde der Panzerzug zurück beordert und für längere Zeit außer Dienst genommen. Man führte zahlreiche Reparaturen und Aufrüstungen durch, welche bis ins Jahr 1994 dauerten.

### 1994
Im Jahr 1994 wurde der Panzerzug Kraiina ekspres in Westbosnien eingesetzt. Hierbei unterstützte er die Truppen von Fikret Abdić, welcher die Autonome Region Westbosnien gründete und den Serben gegenüber loyal war. Bei Gefechten stellten sich die Truppen dem 5. Korp der bosnisch-muslimischen Armee. In der Nähe der Stadt Bihać geriet der Panzerzug unter schweren Beschuss und erlitt einen Treffer durch eine Panzerabwehrrakete vom Typ 9K11 Maljutka. Diese traf den zweiten Wagen des Panzerzuges. Dabei wurde ein Besatzungsmitglied leicht verwundet und der Wagen leicht beschädigt. Durch diesen Vorfall zog sich der Panzerzug zurück und diente ab da an nur noch zur Artillerieunterstützung.
Als der Panzerzug sich auf einer Fahrt entlang der Frontlinie befand und durch einen Tunnel fuhr, lief dieser auf eine Mine auf. Ein Wagen entgleiste, konnte aber zeitnah wieder auf die Gleise gehoben werden. Von da an wurde der Panzerzug von Pionieren begleitet. Weiterhin erschwerte die hohe Anzahl von Betonbunkern der feindlichen Kräfte den Einsatz des Panzerzuges zunehmend. Aus diesem Grundkehrte der Panzerzug im Dezember 1994 nach Knin zurück.

### 1995
Ende Juli 1995 besiegte kroatische Truppen die serbischen Einheiten bei den Städten Glamoč und Bosansko Grahovo. Dadurch gelang es den kroatischen Truppen, einen Teil der serbischen Kraiina einzukreisen. Am frühen Morgen des 4. August 1994 startete die kroatische Armee die Operation Oluja. 150.000 bis 190.000 kroatische Soldaten griffen die serbische Armee der Kraiina an, welche damals lediglich über 27.000 Mann verfügte. Mehr als 3.000 Granaten schlugen in Knin ein. Das erste Ziel war das Eisenbahndepot der Stadt. Der Panzerzug Kraiina ekspres fuhr in das Lika-Gebiet, hatte jedoch keine Ziele bekommen. Da auch die Truppen fast eingekreist waren, entschied sich die Besatzung dazu, den Panzerzug entgleisen und damit unbrauchbar zu machen. Die Besatzung selber konnte sich in die Republika Srpska retten.

## Zugzusammensetzung
Die Zusammensetzung des Panzerzuges wird von vorne nach hinten aufgelistet.

### 1991
- Flakwagen (2-cm-Flak 38)
- Artilleriewagen
- Flakwagen (4-cm-Flak Bofors)
- Panzerzuglokomotive

### 1992
- Artilleriewagen (76-mm-Divisionskanone M1942)
- Flakwagen (57-mm-Flugabwehrkanone S-60)
- Artilleriewagen (12-cm-Mörser)
- Flakwagen (2-cm-Flak M55)
- Panzerzuglokomotive

### 1994
- Artilleriewagen (M18 Hellcat)
- Flakwagen (57-mm-Flugabwehrkanone S-60)
- Artilleriewagen (12-cm-Mörser)
- Flakwagen (2-cm-Flak M55)
- Panzerzuglokomotive